# Jiří Dienstbier (padre)
Jiří Dienstbier Sr. (20 de abril de 1937, Kladno - 8 de enero de 2011, Praga) fue un político y periodista checo. Es padre de Jiří Dienstbier.

## Biografía
Nacido en Kladno, fue uno de los corresponsales extranjeros más respetados de Checoslovaquia antes de ser despedido después de la Primavera de Praga. Incapaz de ganarse la vida como periodista, trabajó como conserje durante las siguientes dos décadas. Durante este tiempo, revivió en secreto el periódico suprimido Lidové noviny.
En 1977, él y su esposa Zuzana Dienstbierová fueron dos de los firmantes de la Carta 77. Después del fin del gobierno comunista en 1989, debido a la Revolución de Terciopelo durante la cual fue uno de los fundadores del Foro Cívico, se convirtió en el primer ministro de Asuntos Exteriores no comunista del país en cuatro décadas, cargo que ocupó hasta 1992. 
En 1991 fundó el partido Movimiento Cívico. En 2008 fue elegido candidato al Senado de la República Checa por la región de Kladno. Murió en Praga.

## Homenajes
En 2000, el International Press Institute con sede en Viena, Austria, lo nombró uno de los 50 héroes mundiales de la libertad de prensa de los últimos 50 años. En 2013, Dienstbier recibió póstumamente el Premio a la Ciudadanía Hanno R. Ellenbogen otorgado conjuntamente por la Sociedad de Praga para la Cooperación Internacional y la Fundación Global Panel.